# Tityus elizabethae
Espèce
Tityus elizabethae est une espèce de scorpions de la famille des Buthidae.

## Distribution
Cette espèce est endémique du Roraima au Brésil. Elle se rencontre vers Uiramutã.

## Description
La femelle holotype mesure 70,2 mm.

## Étymologie
Cette espèce est nommée en l'honneur d'Elizabeth Franklin.

## Publication originale
- Lourenço & Ramos, 2004 : « New considerations on the status of Tityus magnimanus Pocock, 1897 (Scorpiones: Buthidae), and description of a new species of Tityus from the State of Roraima, Brazil. » Revista Ibérica de Aracnología, no 10, p. 285−291 (texte intégral).